# オマリシャラ
オマリシャラ（グルジア語: ომარიშარა、グルジア語ラテン翻字: Omarishara、アブハズ語: Омаришара、アブハズ語ラテン翻字: Omarishara）は、ジョージアのアブハジア自治共和国グルリプシ地区にある村落。アジャラ・テミに属する。アブハジア山脈の南斜面、コドリ川支流グヴァンドラ川沿いの谷地にある。海抜は797メートル。2002年の国勢調査による人口は108人。2008年以降、親露派のアブハジア共和国によって占領されている。

## 概要
19世紀前葉の史料には、オマリシャラという名の集落は記載されていない。オマリシャラの名前は19世紀後半からの文献で登場し、1855年に4万人の軍隊を率いてスフミに上陸したオスマン帝国の司令官オメル・パシャに由来すると考えられている。オメル・パシャはグヴァンドラ川とサケニ川の合流点までのコドリ渓谷上流を占領し、支配地域の北東の限界を定めた。オメル・パシャはその後スルタンの命令により、軍とともにサメグレロへと移動した。
オマリシャラ (Омаришара) という名前は、アブハズ語で3つの要素「Омар」「и」「шара」から構成されている。「Омар」は地名の由来となった身分の高い人物の名前、おそらくオスマンの司令官オメル・パシャである。「и」は三人称単数男性の代名詞接頭辞で「彼の」を意味する。「шара」は「区域」「限界」「境界」とうい意味を持つ。

## 人口
1959年、オマリシャラの村には280人が住んでおり、そのほとんどがジョージア人であった。アジャラ (アブハジア自治共和国)を中心とする集落群（後のアジャラ・テミ地域）全体の人口は3,239人であり、同様に大多数がジョージア人であった。1989年、村には302人の住民がおり、そのほとんどがジョージア人（スヴァン人）であった。2002年にジョージアが実施した国勢調査によると、オマリシャラには108人が居住していた。